# Račianské mýto

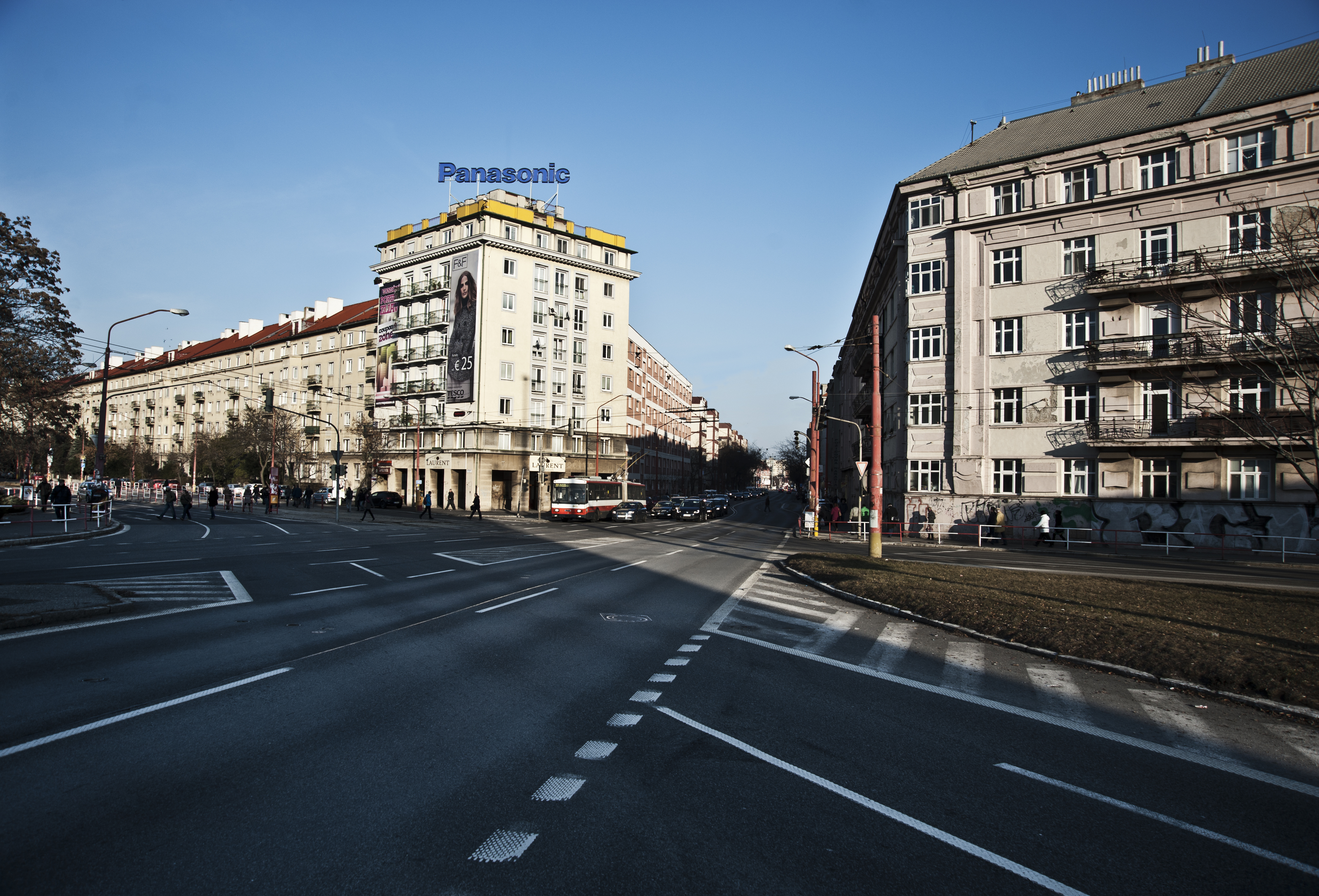
křižovatka Račianské mýto

Račianské mýto je důležitý dopravní uzel a křižovatka v Bratislavě, na rozhraní městských částí Staré Město a Nové Město. Je to křižovatka ulic Šancová, Mýtna, Radlinského, Legionářská a Račianská.
Přes Račianské mýto prochází severojižní tramvajová trať, východo - západní trolejbusová trať a autobusové linky ve všech směrech.
Nachází se zde známý park Račianské mýto.
Dnešní Račianské Mýto s přilehlým parkem mají v rámci města bohatou historii. V době, kdy se zde nacházely jen pole a vinohrady, v roce 1769 zde založili Bratislavští Slováci římskokatolickou farnost Blumenthal. Byla to poměrně rozlehlá osada, která město zásobovala ovocem, zeleninou a květinami. Nacházely se zde dvory, vinařské usedlosti a rozsáhlé zahrady a sady. Za farou, právě v dnešní lokalitě parku Račianské mýto následně v roce 1778 vznikl evangelický a o tři roky později i katolický hřbitov. Větší evangelický byl orientován právě do Račianské ulice a menší katolický do dnešní Smrečianské ulice.
Takovou podobu si Račianské mýto udržovalo až do padesátých let 20. století, kdy kvůli potřebě dopravy a vybudování jednoho z nejfrekventovanějších dopravních uzlů, museli hřbitovy ustoupit. Navzdory snaze zachránit z každého hřbitova alespoň kapli, se to v režimu, který v té době vládl, nepodařilo. Hroby byly exhumovány a ostatky přeneseny na hřbitov Slávičie údolí. Okolí nově vybudované křižovatky bylo změněno na park, jehož podobu známe s jistými změnami dodnes. V minulosti se zde nacházela sochu milicionáře od Jana Kulicha (1973). Stál s rukama v kapsách na kladivu a dotvářel kolorit parku.
V roce 2000 byl park rekonstruován, nově zatravněný a ústřední dominantou se stala velká fontána, s výškou vodního sloupce 7 metrů. Přibyly dětská hřiště a socha s názvem Hirošima, od akademického sochaře Tibora Bartfaya.
V 90. letech změnila vzhled Račianského mýta také nově postavená obytná-polyfunkční budova, která vyplnila část travnaté plochy ve východní části parku. Dnes se v ní nachází kromě kavárny, banky, lékárny, i řada jiných zařízení občanské vybavenosti a množství bytů.
Zástavba Račianského mýta, která vznikala od 19. století, byla dlouho pouze přízemní, předměstská, ukázkou této architektury jsou první tři domy na Mýtné ulici. Nejstarším objektem byl dlouho jednopatrový dům na spojnici Mýtné a Radlinského ulice, který byl však po r. 1970 zbourán. Vedle, na rohu Mýtné a Šancové ulice, stojí funkcionalistický dům, postavený v roce 1932 – původně obchodní dům Trojan – Švarc. V bloku ohraničeném ulicemi Legionářská a Šancová byl v roce 1922–1924 postavený rondokubistický bytový objekt – tzv. Legiodomy. Kolem roku 1955 vznikla zástavba i na rohu Šancová a Račianska v charakteristickém stylu socialistického realismu.
"Park Račianské mýtné je trvalou památkou na historické hřbitovy, evangelický a katolický, které vznikly na okraji bratislavského předměstí Blumentál za vnějším městskými šancemi v letech 1778 a 1781 a zanikly při rozšiřování komunikací v polovině 50. let 20. století, "je napsáno na pamětní tabuli od Ladislava Chamutiho, kterou v parku, na místě rozhraní hřbitovů osadili v roce 2002.
Dnes se opět diskutuje o komplexní revitalizaci parku, neboť v moderní době působí zastarale. Probíhají veřejné diskuse o návrzích budoucí podoby.

## Doprava
Jelikož je Račianské Mýto jeden z nejdůležitějších dopravních uzlů ve městě, je dostupné také mnohými spoji veřejné dopravy:
| Autobusy   | 21  | 25  | 31  | 39  | 59 | 61 | 63 | 74 |
| Trolejbusy | 201 | 204 | 209 | 210 | 64 |    |    |    |
| Tramvaje   | 3   | 5   | 7   |     |    |    |    |    |

## Galerie

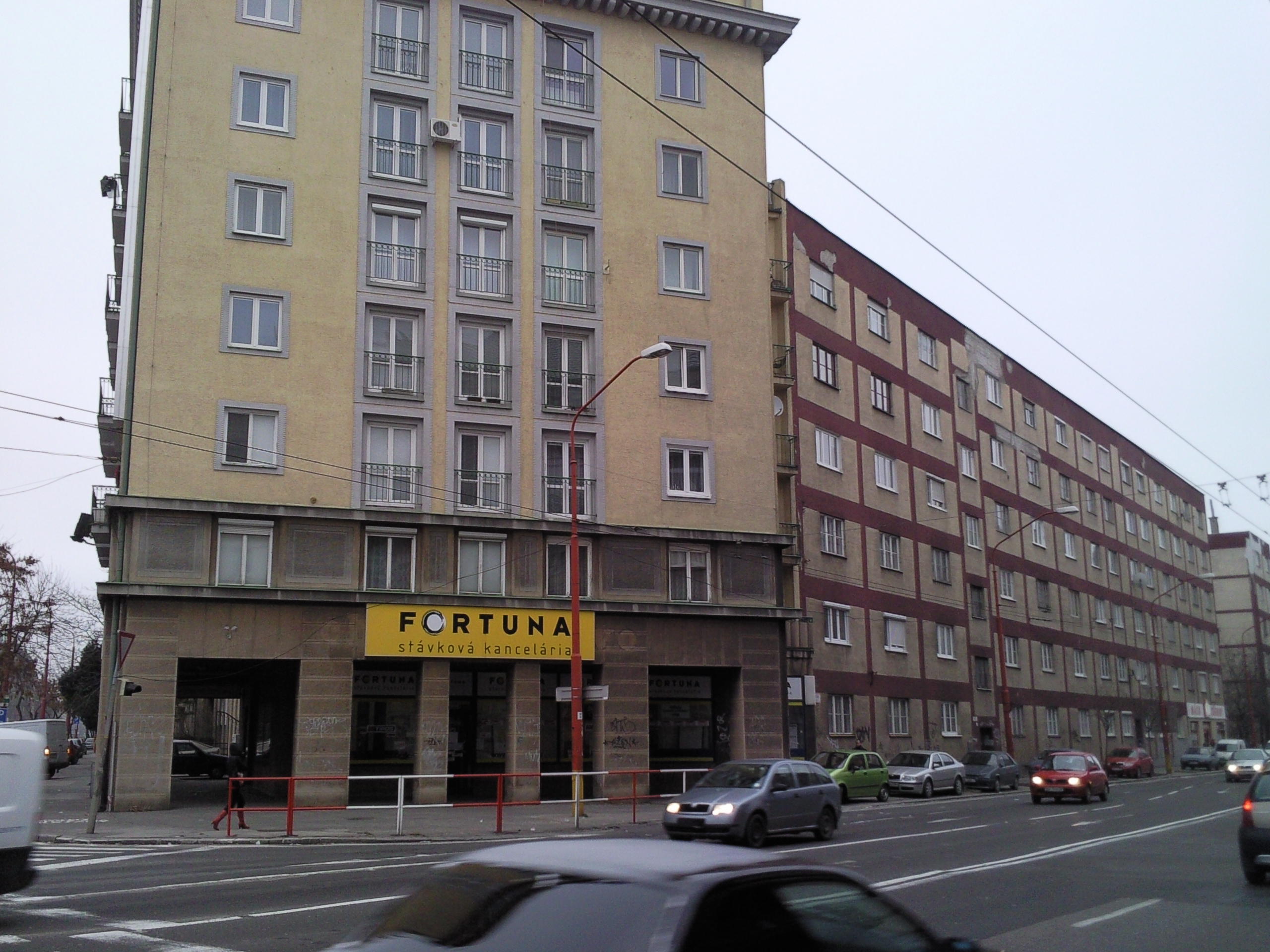
Račianské mýto
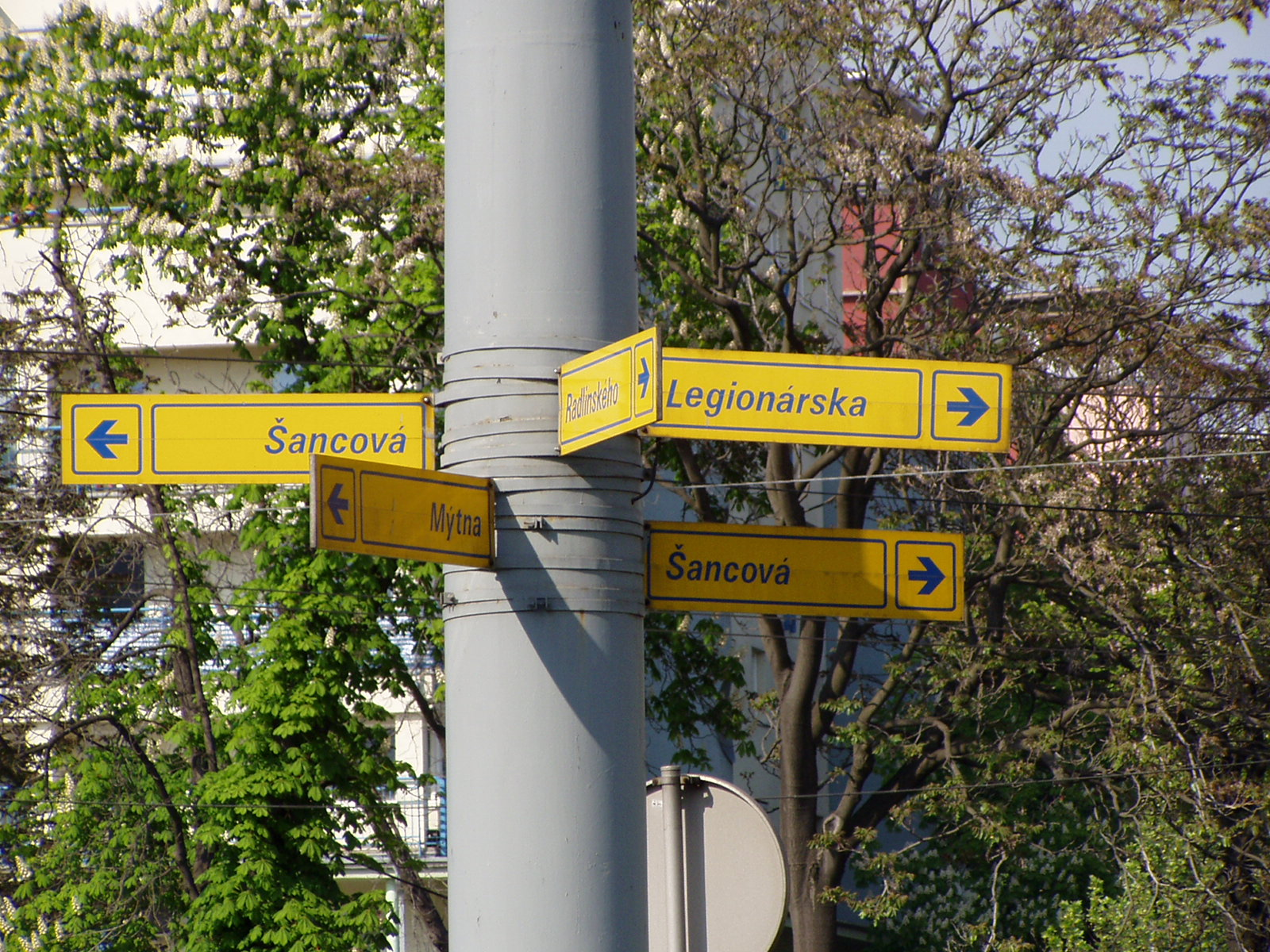
Směrová tabule
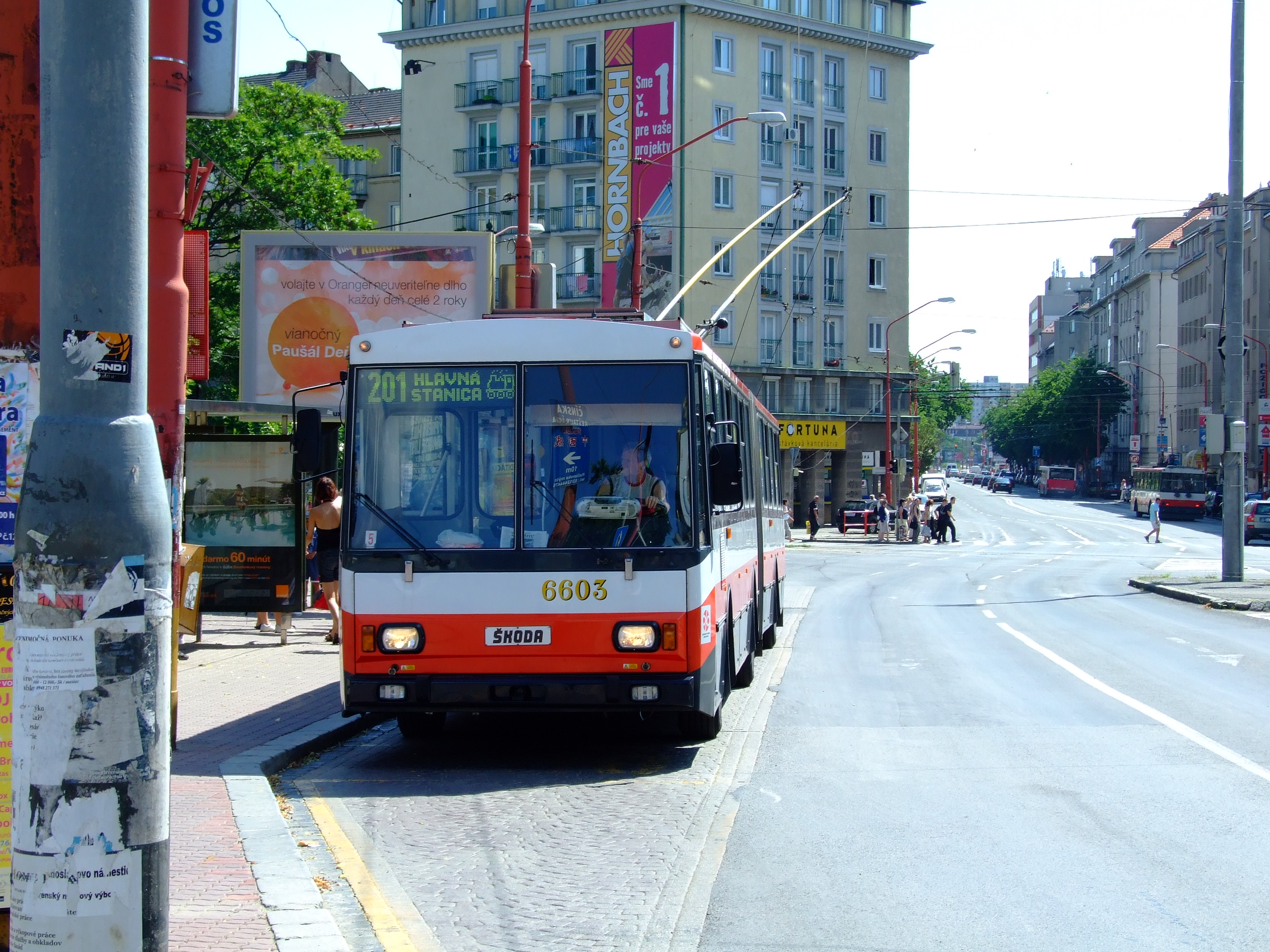
Račianske mýto, trolejbusová zastávka
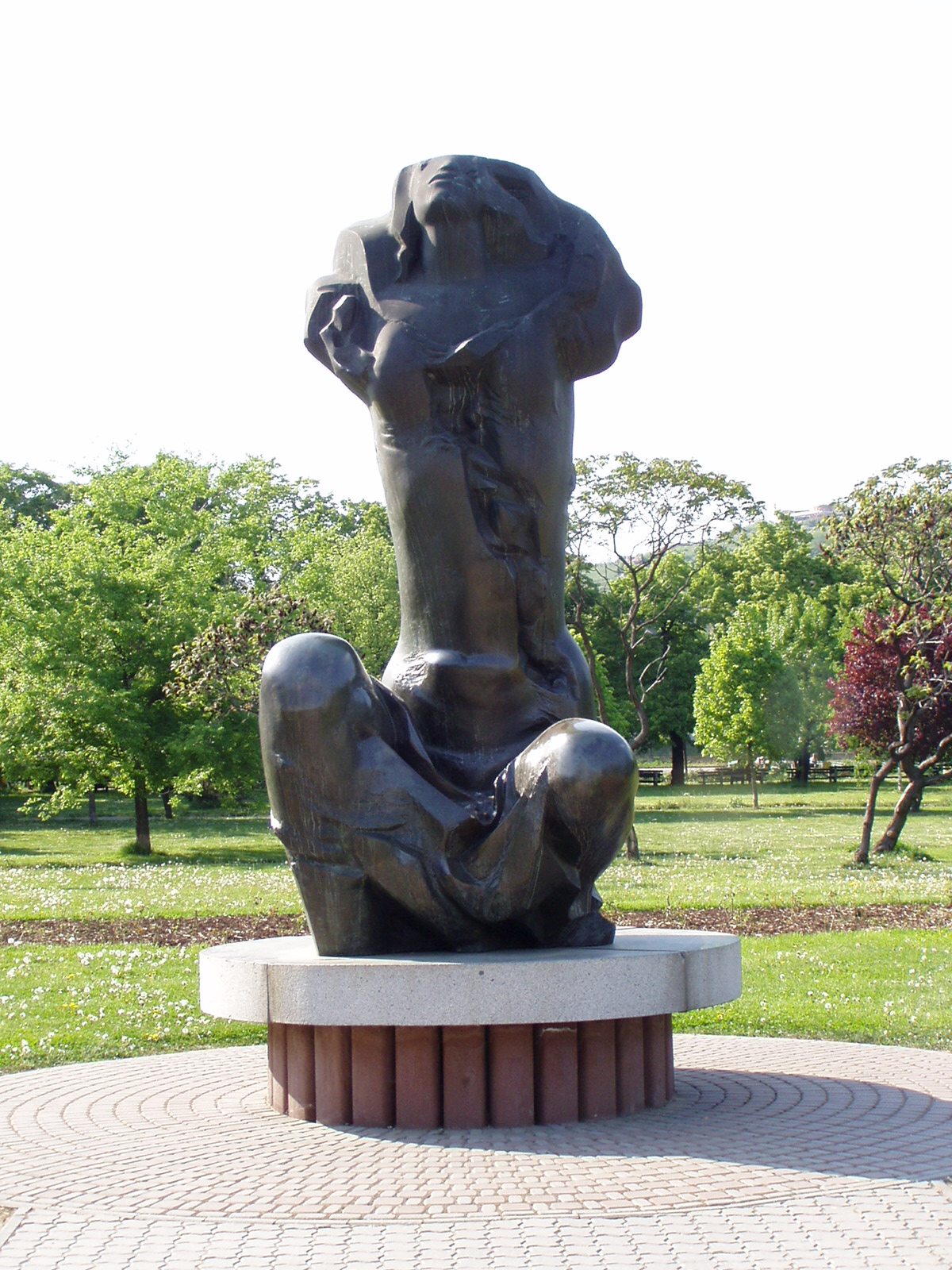
Socha Hirošima v Parku na Račianském mýtě
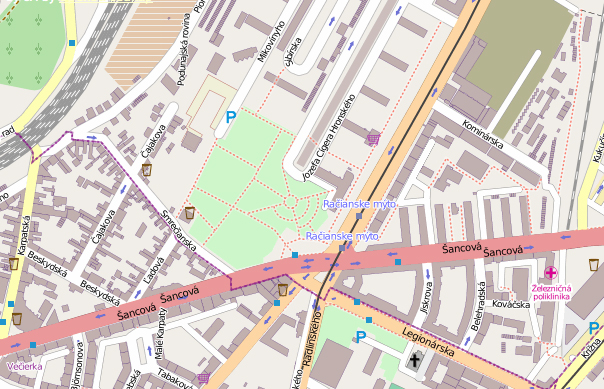
Mapa okolí
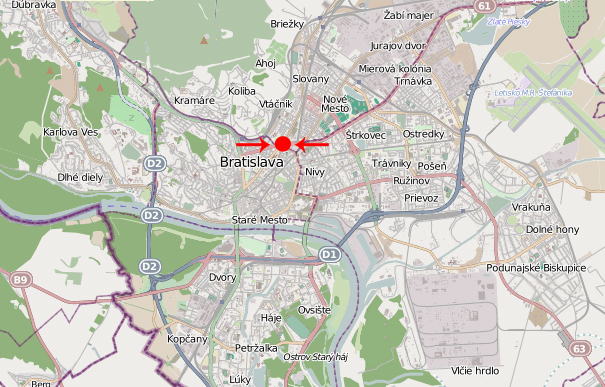
Poloha na mapě